# Young Blood (The Coasters)
Young Blood, talvolta indicata come Youngblood, è una canzone dei Coasters composta da Jerry Leiber, Mike Stoller e Doc Pomus.

## La canzone

### Struttura
Ha una struttura tipica dei blues in chiave minore; il testo è anch'esso tipico del R&R: un ragazzo incontra una ragazza, ed in seguito il padre di quest'ultimo, che però disapprova il primo, il quale deve interrompere la relazione, ma continua a pensarci.

### La versione dei Coasters
Il pezzo venne originariamente registrato dai Coasters nel 1957 e pubblicato dalla Atco Records su un 45 giri, avente sull'altra facciata Searchin', con il numero di serie 45-6087. La loro versione è arrivata all'ottava posizione di Billboard ed alla prima della classifica R&B, ed è stata inclusa in numerose compilation della band. Sulla lista delle 500 migliori canzoni secondo Rolling Stone, il brano è arrivato al 421º posto.

### La versione dei Beatles
I Beatles, nei primi anni della loro attività, eseguivano cover sia di Young Blood che di Searchin'. Della prima esiste una versione registrata al Cavern Club; ora in mano di Paul McCartney, venne venduta nel 1985 in un'asta Sotheby's a Londra, assieme ad altri 17 pezzi. Presumibilmente, questi nastri sono stati registrati a metà 1962, ma non sono mai stati pubblicati ufficialmente.
Il 1º giugno 1963, il gruppo registrò una seconda versione di Young Blood per il programma della BBC Pop Go the Beatles; la canzone, incisa ai BBC Paris Studio di Londra, venne trasmessa per la prima volta l'11 dello stesso mese. George Harrison ha la linea vocale principale, sostenuta dai cori di Lennon e McCartney. Questa versione è stata inclusa nell'album Live at the BBC del 1994.

#### Formazione
- George Harrison: voce, chitarra solista
- Paul McCartney: cori, basso elettrico
- John Lennon: cori, chitarra ritmica
- Ringo Starr: batteria[7]

### La versione di Leon Russell
Leon Russell utilizzava il medley Jumpin' Jack Flash/Young Blood come suo cavallo di battaglia dei suoi lives all'inizio degli anni settanta. Per unire i due brani, sono presenti varie parti parlate, scritte da Russell. Il musicista americano suonò il medley nel corso del Concert for Bangla Desh; l'esibizione, pubblicata anche sull'omonimo album del 1973, presenta Don Preston (che esegue anche un piccolo intervento vocale), George Harrison ed Eric Clapton sulle chitarre.

### Altre versioni
- The Righteous Brothers - 1975
- Bad Company - febbraio 1976
- Carl Wilson - febbraio 1983
- Bruce Willis - 1987
- The Band - 27 marzo 1995
- Jerry Lee Lewis - 28 maggio 1995[1]